# André Simon (pilota automobilistico)
André Constant Simon (Parigi, 5 gennaio 1920 – Évian-les-Bains, 11 luglio 2012) è stato un pilota automobilistico francese.
Ha disputato 12 gare tra il 1951 e il 1957. 
Il suo debutto risale al Gran Premio di Francia 1951, in cui si ritirò. Il suo miglior risultato è un sesto posto, ottenuto ai Gran Premi d'Italia 1951 e 1952, ma siccome all'epoca solo ai primi cinque venivano assegnati punti il francese non ne conquistò mai.

## Risultati

### Risultati in Formula 1
| 1951 | Scuderia       | Vettura           |  |  |  |     |  |     |   |     |  | Punti | Pos. |
| ---- | -------------- | ----------------- |  |  |  | --- |  | --- | - | --- |  | ----- | ---- |
| 1951 | Équipe Gordini | Simca-Gordini T15 |  |  |  | Rit |  | Rit | 6 | Rit |  | 0     |      |

| 1952 | Scuderia | Vettura     |     |  |  |  |  |  |  |   |  | Punti | Pos. |
| ---- | -------- | ----------- | --- |  |  |  |  |  |  | - |  | ----- | ---- |
| 1952 | Ferrari  | Ferrari 500 | Rit |  |  |  |  |  |  | 6 |  | 0     |      |

| 1955 | Scuderia                                  | Vettura                          |  |     |  |  |  |     |  |  |  | Punti | Pos. |
| ---- | ----------------------------------------- | -------------------------------- |  | --- |  |  |  | --- |  |  |  | ----- | ---- |
| 1955 | Daimler Benz AG Officine Alfieri Maserati | Mercedes-Benz W196 Maserati 250F |  | Rit |  |  |  | Rit |  |  |  | 0     |      |

| 1956 | Scuderia                   | Vettura                   |  |  |  |  |     |  |  |   |  | Punti | Pos. |
| ---- | -------------------------- | ------------------------- |  |  |  |  | --- |  |  | - |  | ----- | ---- |
| 1956 | André Simon Équipe Gordini | Maserati 250F Gordini T16 |  |  |  |  | Rit |  |  | 9 |  | 0     |      |

| 1957 | Scuderia            | Vettura       |  |    |  |  |  |  |  |    |  | Punti | Pos. |
| ---- | ------------------- | ------------- |  | -- |  |  |  |  |  | -- |  | ----- | ---- |
| 1957 | Ottorino Volonterio | Maserati 250F |  | NQ |  |  |  |  |  | 11 |  | 0     |      |

| Legenda | 1º posto     | 2º posto | 3º posto    | A punti         | Senza punti/Non class.  | Grassetto – Pole position Corsivo – Giro più veloce |
| Legenda | Squalificato | Ritirato | Non partito | Non qualificato | Solo prove/Terzo pilota | Grassetto – Pole position Corsivo – Giro più veloce |

### Risultati alla 24 Ore di Le Mans
| Anno | Classe | N° | Gomme | Vettura                                         | Squadra                       | Co-piloti           | Giri | Pos. Assol. | Pos. di Classe |
| ---- | ------ | -- | ----- | ----------------------------------------------- | ----------------------------- | ------------------- | ---- | ----------- | -------------- |
| 1949 | S 5.0  | 4  | D     | Delahaye 175S Delahaye 4.5L I6                  | Charles Pozzi                 | Pierre Flahaut      | 179  | DNF         | DNF            |
| 1950 | S 1.5  | 34 | D     | Simca-Gordini T15S Gordini 1.5L I4              | Automobiles Gordini           | Aldo Gordini        | 14   | DNF         | DNF            |
| 1951 | S 1.5  | 38 | D     | Simca-Gordini T15S Gordini 1.5L I4              | Equipe Gordini                | Robert Manzon       | 26   | DNF         | DNF            |
| 1952 | S 5.0  | 14 | D     | Ferrari 340 America Berlinetta Ferrari 4.1L V12 | Luigi Chinetti                | Lucien Vincent      | 250  | 5º          | 2º             |
| 1954 | S 3.0  | 19 | E     | Gordini T24S Gordini 3.0L I8                    | Automobiles Gordini           | Jean Behra          | 76   | DNF         | DNF            |
| 1955 | S 3.0  | 21 | C     | Mercedes-Benz 300 SLR Mercedes-Benz 3.0L I8     | Daimler Benz                  | Karl Kling          | 130  | DNF         | DNF            |
| 1956 | S 3.0  | 10 | E     | Ferrari 625 LM Touring Ferrari 2.5L I4          | Ferrari                       | Phil Hill           | 107  | DNF         | DNF            |
| 1957 | S 5.0  | 2  | P     | Maserati 450S Spyder Maserati 4.5L V8           | Maserati                      | Jean Behra          | 28   | DNF         | DNF            |
| 1960 | S 850  | 53 | D     | OSCA Sport 750 OSCA 0.7L I4                     | OSCA                          | Jean Laroche        | 66   | DNF         | DNF            |
| 1962 | GT 3.0 | 23 | D     | Ferrari 250 GTO Ferrari 3.0L V12                | Fernand Tavano                | Fernand Tavano      | 202  | DNF         | DNF            |
| 1963 | P +3.0 | 2  | D     | Maserati Tipo 151/3 Maserati 4.9L V8            | Maserati France/Johnny Simone | Lloyd Casner        | 40   | DNF         | DNF            |
| 1964 | P 5.0  | 2  | D     | Maserati Tipo 151/1 Maserati 4.9L V8            | Maserati France               | Maurice Trintignant | 99   | DNF         | DNF            |